# Franck Ribéry
Franck Henry Pierre Ribéry (* 7. dubna 1983 Boulogne-sur-Mer, Francie), od konverze k islámu v roce 2006 známý také jako Bilal Yusuf Mohammed, je bývalý francouzský fotbalový záložník a bývalý reprezentant, který strávil většinu svojí kariéry v německém klubu FC Bayern Mnichov. Novináři jej občas označovali za nástupce Zinedina Zidana.
Ribéry 7. října 2022 oznámil konec kariéry ze zdravotních důvodů.

## Biografie
Když byly Franckovi dva roky, vracel se s rodiči autem domů z výletu. Otec ztratil kontrolu nad vozem a havaroval. Malý chlapec pak proletěl předním sklem auta. Od té doby nosí na pravé tváři dlouhou jizvu, která se stala jeho poznávacím znamením. Stejně jako jiný fotbalista se stejnou vizáží, argentinský útočník Carlos Tévez, i Ribéry plastickou operaci odmítá. "Není to nic, za co bych se měl stydět," stojí si za svým.
Ve Francii byl v dubnu 2010 vyšetřován za sex s nezletilou prostitutkou, kterého se měl dopustit, když slavil své sedmadvacáté narozeniny. 30. ledna 2014 byl zproštěn obvinění.

## Klubová kariéra
V lednu roku 2005 podepsal kontrakt s tureckým Galatasarayem Istanbul. Pomohl mu k zisku tureckého poháru, když v semifinále vstřelil jedinou branku a pak dalším gólem přispěl ve finále k vítězství 5:1 nad rivalem Fenerbahçe. Fanoušci Galatasaraye byli uchváceni jeho hrou a dali mu přezdívku „FerraRibery“. Je považován za největší objev MS 2006. V Istanbulu ale dlouho nevydržel jeho dalším působištěm se stala jeho rodná Francie. Odešel do Marseille, což se neobešlo bez problémů. Galatasaray nakonec vysoudil náhradu 10 miliónů eur.[zdroj?]
V Olympique Marseille měl dvě úspěšné sezóny. V sezóně 2005/06 s Marseille dokráčel až do finále Poháru UEFA. Jeho tým však ztroskotal na Valencii.

### Bayern Mnichov

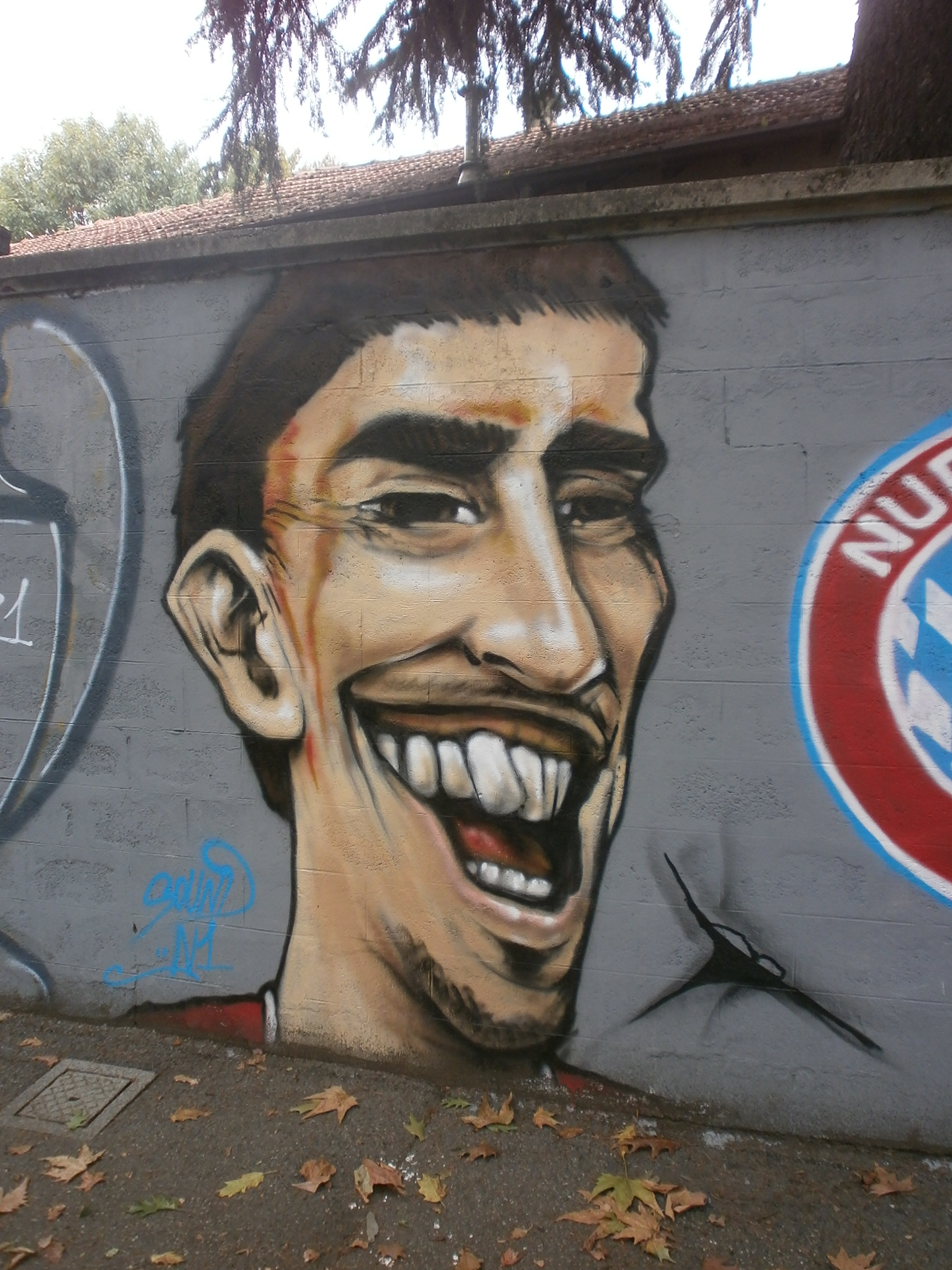
Graffiti s Ribérym poblíž San Siro v Miláně, Itálie

V ročníku 2011/12 se probojoval s Bayernem do finále DFB Pokalu proti Borussii Dortmund, v něm vstřelil jeden gól. Na vítězství to nestačilo bavorský klub podlehl soupeři 2:5.
24. listopadu 2012 vsítil gól proti Hannoveru 96, čímž přispěl k výraznému vítězství Bayernu 5:0. 22. února 2013 byl na hřišti při drtivé domácí výhře 6:1 nad Werderem Brémy, v ligovém zápase vstřelil jeden gól. Ve 27. bundesligovém kole 30. března 2013 vstřelil gól při kanonádě 9:2 nad Hamburkem.
20. dubna 2013 se podílel gólem na vysokém vítězství Bayernu 6:1 nad domácím Hannoverem 96. S klubem slavil v sezóně zisk ligového titulu již 6 kol před koncem soutěže, ve 28. kole německé Bundesligy. V posledním kole Bundesligy 17. května 2013 vstřelil dva góly proti Borussii Mönchengladbach (výhra 4:3).
2. října 2012 v základní skupině F Ligy mistrů 2012/13 mírnil svým gólem překvapivou prohru Bayernu 1:3 s běloruským mužstvem BATE Borisov. V prvním zápase semifinále 23. dubna 2013 byl u výhry 4:0 nad Barcelonou, která byla dosud velmi suverénní. Franck odehrál stejně jako jeho spoluhráči velmi dobré utkání. Bayern si zajistil výbornou pozici do odvety. V odvetě 1. května zařídil dva góly, nejprve si v 72. minutě po jeho centru srazil míč do vlastní sítě obránce Barcelony Gerard Piqué a o čtyři minuty později přetavil jeho další centr hlavou v gól Thomas Müller. Bayern zvítězil na Camp Nou 3:0 a suverénním způsobem postoupil do finále. V něm 25. května ve Wembley proti Borussii Dortmund přihrál v 89. minutě patičkou mezi obránci na vítězný gól Arjenu Robbenovi, Bayern zvítězil 2:1 a získal nejprestižnější pohár v evropském fotbale. Ve finále DFB-Pokalu 1. června 2013 porazil Bayern s Ribérym v sestavě VfB Stuttgart 3:2 a získal tak treble (tzn. vyhrál dvě hlavní domácí soutěže plus titul v Lize mistrů resp. PMEZ) jako sedmý evropský klub v historii.
23. října 2013 vstřelil dva góly v domácím utkání Ligy mistrů 2013/14 Viktorii Plzeň, souboj německého mistra s českým vyzněl jednoznačně pro Bayern 5:0. První branku dal z pokutového kopu, při druhé se zasekávačkou zbavil dvou bránících hráčů a obloučkem překonal brankáře Matúše Kozáčika. S Bayernem vyhrál v prosinci 2013 i Mistrovství světa klubů v Maroku, kde Bayern porazil ve finále domácí tým Raja Casablanca 2:0. V Lize mistrů 2013/14 skončila pouť Bayernu v semifinále proti Realu Madrid, Ribéry ale mohl na konci sezony slavit obhajobu ligového titulu a vítězství v německém poháru.
21. 10. 2014 vstřelil v základní skupině E Ligy mistrů UEFA 2014/15 gól italskému klubu AS Roma, Bayern vyhrál v Itálii vysoko 7:1.

## Reprezentační kariéra
Franck nastupoval v letech 2004–2006 za francouzský reprezentační výběr v kategorii do 21 let.

### A-mužstvo
Za francouzský národní A-tým debutoval 27. května 2006 v přátelském utkání proti hostujícímu Mexiku. Šel do hry v 75. minutě za stavu 1:0 pro Francii, tímto výsledkem střetnutí skončilo. Ukončil ji 13. srpna 2014, celkem odehrál 81 zápasů a šestnáctkrát skóroval.
22. března 2013 nastoupil v kvalifikačním zápase proti Gruzii, který skončil vítězstvím domácí Francie 3:1. Ribéry vstřelil jeden gól svého týmu. 10. září 2013 se dvěma góly v kvalifikačním utkání proti domácímu Bělorusku podílel na výhře 4:2, Francie už měla jistou účast minimálně v baráži o Mistrovství světa 2014 a bojovala se Španělskem o první místo zaručující přímou účast na mundialu.

#### Mistrovství světa 2006
12. červen 2006 byl pro něj nezapomenutelný. Reprezentační trenér Francie Raymond Domenech jej postavil hned v prvním zápase na Mistrovství světa 2006 proti Švýcarsku (0:0). 18. června šel na hřiště v 60. minutě zápasu s Jižní Koreou, který skončil remízou 1:1. 23. června se podílel na výhře 2:0 nad Togem, když přihrával na první gól Patricku Vieirovi. Francie skončila s 5 body na druhé příčce tabulky základní skupiny G za Švýcarskem a postoupila do osmifinále. Zde vsítil svůj první reprezentační gól, jenž byl velmi důležitý. 27. června ve 41. minutě za stavu 1:0 pro Španělsko překonal gólmana Ikera Casillase a načal francouzský obrat. I když Španělé byli favorité, Francie vyhrála 3:1 a šla do čtvrtfinále proti Brazílii. 1. července proti Brazílii Franck střídal v 77. minutě, Francie zvítězila 1:0. Stejný výsledek 1:0 se zrodil i 5. července v semifinále s Portugalskem. Ribéry si tak zahrál památné finále 9. července proti Itálii. Tam ale vítězné tažení Francie skončilo. Po výsledku 1:1 po prodloužení následoval penaltový rozstřel, který Francie prohrála v poměru 3:5.

#### Mistrovství Evropy 2008
Na EURU 2008 konaném ve Švýcarsku a Rakousku Francie nebyla úspěšná, vypadla již v základní skupině C („skupina smrti“ – nejtěžší základní skupina na turnaji) po remíze 0:0 s Rumunskem a porážkách 1:4 s Nizozemskem a 0:2 s Itálií. Franck nastoupil v základní sestavě ve všech utkáních, ale proti Itálii se již v 10. minutě zranil a musel být vystřídán.

#### Mistrovství světa 2010
Ani Mistrovství světa 2010 v Jihoafrické republice se Francii nevyvedlo. Postoupila na něj po sporné baráži s Irskem, kde Thierry Henry nahrával na rozhodující gól Williamu Gallasovi po zpracování míče rukou. První zápas 11. června s Uruguayí skončil bezbrankovou remízou, Franck dostal žlutou kartu. 17. června přišla porážka 0:2 s Mexikem a 22. června prohra 1:2 s domácí Jižní Afrikou. Tyto výsledky znamenaly umístění na poslední čtvrté příčce základní skupiny A a brzké vyřazení francouzské reprezentace. Franck odehrál kompletní počet minut ve všech třech zápasech.

#### Mistrovství Evropy 2012
Na EURU 2012 konaném v Polsku a na Ukrajině postoupila Francie se 4 body ze druhého místa do čtvrtfinále. V prvním utkání Ribéry nahrával na gól Samiru Nasri proti Anglii (1:1). Pak Francie porazila Ukrajinu 2:0 a podlehla 0:2 Švédsku. Ve čtvrtfinále 23. června nestačil Ribéry se svými spoluhráči na největšího favorita turnaje Španělsko, s nímž Francie prohrála 0:2.

## Individuální úspěchy
- 1× Fotbalista roku (Německo) – 2008[46][47]
- FIFA fotbalista roku 3. místo – 2013
- Světová jedenáctka FIFA FIFPro – 2013[48]

## Odkazy

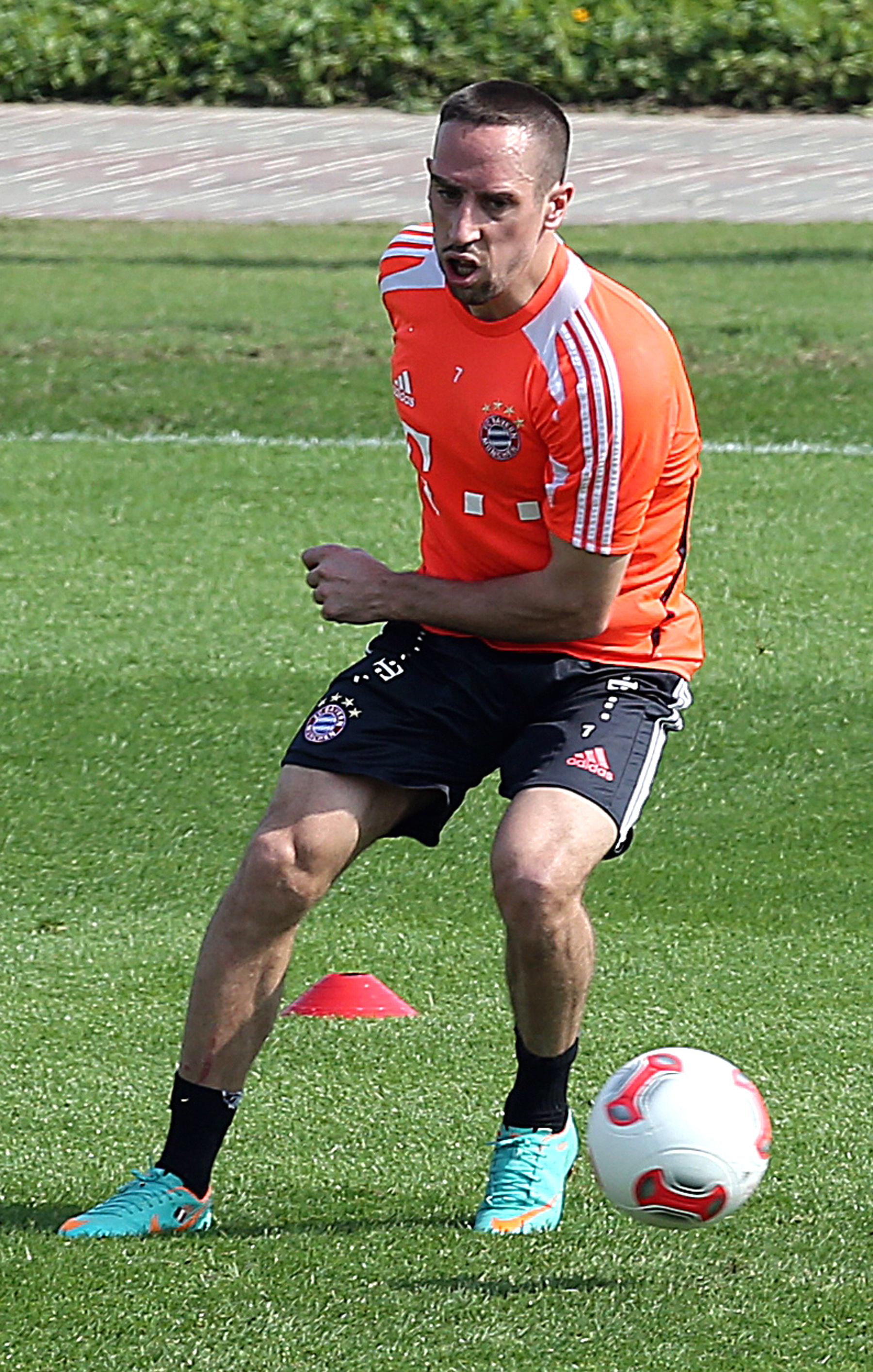
Franck Ribéry v lednu 2013